# Casa Jansu
Casa Jansu és una casa d'Escunhau al municipi de Vielha e Mijaran (Vall d'Aran) inclosa a l'Inventari del Patrimoni Arquitectònic de Catalunya.

## Descripció
Casa de gran alçada, de tres plantes definides per les respectives obertures i "humurau" al capdamunt amb "lucanes". La coberta, a tres aigües, té l'estructura de l'embigat en fusta, i teulada de pissarra. Les llucanes mostren el voladís decorat amb una sanefa de fusta. La "capièra" es paral·lela a la façana, i ambdues s'orienten vers llevant. La porta d'accés, desplaçada cap a la banda dreta, presenta obra de fàbrica i vestigis d'haver estat encalada, amb els muntants ornats per una motllura en esbiaix, i una llinda que duu la següent inscripció: IO[an] SA[la]: [Crismó]: M[e fecit] 1609 (els signes de separació són triangulars).

## Història
És evident que el nom de la casa té a veure amb el del fundador que documenta la llinda, Joan Sala. Sobre el cognom Sala vegeu Çò de Peiròt (Betren).